# Даена
Даена — в зороастризмі втілення внутрішнього духовного світу людини чи навіть цілої громади.
Даена є як в благих так і в злих створінь. Після смерті кожна людина зустрічає свою даену в жіночому образі біля входу на той світ — даена праведників виглядає прекрасною юною дівчиною, а грішників — потворною старою бабою. В близьких до «Гат» контекстах «Молодша Авеста» часто згадує замість даен фравашів — духів предків, яких уникав згадувати Заратуштра.